# سيديني
سيديني، (بالإنجليزية: Sedini)‏، هي بلدية، في مقاطعة ساساري، في منطقة سردينيا الإيطالية، وتقع على بعد حوالي 180 كم (110 ميل) إلى الشمال من كالياري، وحوالي 25 كم (16 ميل) شمال شرق ساساري. إنها جزء من منطقة أنجلونا الإقليمية التقليدية.

## السكان
في سنة 1861 بلغ عدد السكان 1٬064 نسمة، وتطور العدد ليصل في سنة 2011 لـ 1٬378 نسمة.
يظهر هذا المخطط البياني تطور النمو السكاني لـ سيديني